# Mike Lieberthal
Michael Scott Lieberthal (Glendale, California, 18 de enero de 1972), más conocido como Mike Lieberthal, es un exjugador profesional estadounidense de béisbol que se desempeñó en la posición de cácher en las Grandes Ligas de Béisbol (MLB). Logró obtener un Guante de Oro.

## Carrera
Lieberthal jugó como profesional trece temporadas en Philadelphia Phillies (1994-2006), después pasó a Los Angeles Dodgers, donde jugó una temporada (2007), y fue el equipo en el que se retiró.

## Premios
Fue galardonado con el Guante de Oro en una oportunidad (1999).